# Floriano (encouraçado)
O Floriano foi um encouraçado da Marinha do Brasil, pertencente a classe Deodoro, construído pelo estaleiro Forges et chantiers de la Méditerranée em La Sayne, França. Lançado em 1899, foi incorporado a Marinha no ano seguinte. O homônimo de Floriano foi o marechal Floriano Peixoto, segundo Presidente da República do Brasil. O Floriano é conhecido, principalmente, por ser um dos navios responsáveis pelo desenvolvimento da hidrografia no Brasil, participando de um experimento que produziu um documento que se tornou a base da hidrografia brasileira moderna. Ele foi removido da Marinha em 1936 e demolido no mesmo ano.

## Características gerais
Floriano possuía 83,6 metros de comprimento, setenta metros de quilha, 14,60 metros de boca, 6,90 metros de pontal, quatro metros de calado à vante e 4,4 metros à ré. Deslocava 3 162 toneladas de água normalmente e 3 350 toneladas totalmente carregado.
Floriano possuía dezessete compartimentos estanques que eram protegidos por um cinto blindado de níquel que estava setenta centímetros acima da linha de flutuação e um metro abaixo da linha de flutuação, esse cinto blindado possuía 150 milímetros nas pontas e 350 milímetros no meio do navio. Ele também dispunha de duas placas blindadas sobrepostas que somavam trinta a 35 milímetros no convés.
O armamento de Floriano consistia em dois canhões Armstrong de 240 milímetros posicionados nas pontas, quatro canhões Armstrong de tiro rápido de 120 milímetros e seis canhões de tiro rápido Maxim Nordenfelt montados sobre superestruturas. Durante o desenvolvimento dos canhões principais, a Marinha do Brasil solicitou a empresa que modificasse o projeto para que os canhões pudessem disparar cordite.

## Histórico de serviço

### 1901-1913
Sua primeira atividade registrada na Marinha foi em 1901, quando viajou para a Inglaterra a fim de prestar homenagens no funeral do almirante Thomas Cochrane. Após seu retorno, ele foi promovido a nau-capitânia da Força Naval do Norte.
Em 24 de setembro de 1913, ele viajou para evoluções e exercícios navais com a esquadra na Ilha de São Sebastião. Os exercícios foram assistidos pelo então presidente Hermes da Fonseca e pelo ministro da marinha. Além de Floriano, os exercícios e evoluções navais tiveram a participação dos encouraçados Minas Geraes, São Paulo e Deodoro, dos cruzadores Barroso, Bahia e Rio Grande do Sul, dos cruzadores torpedeiros Tupy, Tamoyo e Tymbira, e dos contratorpedeiros Amazonas, Pará, Piauhy, Rio Grande do Norte, Alagoas, Parahyba, Sergipe, Paraná, e Santa Catarina.

### 1914-1922
Nos primeiros quinze dias de janeiro de 1914, o Floriano viajou para mais exercícios e evoluções navais só que com a Segunda Divisão Naval. Retornou nos primeiros quinze dias de fevereiro do mesmo ano. Em 1916, foi integrado a Divisão Naval do Norte (divisão criada para a proteção da costa brasileira em tempos de guerra). A Divisão era comandada pelo contra-almirante João Carlos Mourão dos Santos e era formada pelo encouraçado Deodoro, pelos cruzadores República e Tiradentes e pelos contratorpedeiros Piauhy e Santa Catarina, além de alguns navios da Flotilha do Amazonas. Em 1918, integrou-se à Divisão Naval do Sul, como resultado da criação da Divisão Naval de Operações de Guerra (divisão que substituiu a Divisão Naval do Norte), sendo a nau-capitânia dessa divisão por vários anos. Essa divisão era comandada por Alberto de Barros Raja Gabaglia. Em 1922, passou por um pequeno incidente. Enquanto estava fundeado, junto com o cruzador Rio Grande do Sul, estilhaços de disparos do Forte de Copacabana o atingiram provocando danos moderados.

### Últimos anos
Em 1931, considerado como velho e obsoleto, foi redesignado como navio hidrográfico. O encouraçado estava sob o comando do capitão de fragata Nogueira da Gama. Em 7 de março do mesmo ano, foi designado para fazer um levantamento hidrográfico da Ilha Grande em Angra dos Reis. Os oficiais responsáveis pelo levantamento hidrográfico que embarcaram no Floriano são considerados como os primeiros oficiais responsáveis por esse tipo de função (que ainda não tinha treinamento específico) no Brasil. Em maio do mesmo ano, esteve preparado e designado para fazer um levantamento hidrográfico em Mangaratiba e Ilha Grande. Esse levantamento foi feito com o objetivo de se desenvolver novos métodos de estudo da hidrografia (que ainda estava dando seus primeiros passos) das regiões brasileiras. Novos equipamentos também foram utilizados. Após o término da experiência, foi publicada a carta da Enseada de Sepetiba. Essa carta continha tudo o que fora aprendido na viagem, além de recomendações para os próximos levantamentos. Em novembro, foi retirado da Diretoria de Navegação. Em 1934, recebeu baixa da Flotilha do Amazonas e desarmado passando a ser como um quartel de marinheiros pelos próximos dois anos. Em 1936, foi descomissionado e subsequentemente desmontado.